# Клара Емілія Смітт
Клара Емілія Смітт (4 січня 1864, Стокгольм, Швеція — 13 січня 1928, Стокгольм) — шведська лікарка, письменниця, феміністка. Піонерка немедикаментозних методів лікування та профілактики. Засновниця санаторних закладів, зокрема, між 1896 і 1902 роками очолювала сальтсьобаденський санаторій в Сальтсьобадені.

## Раннє життя і освіта

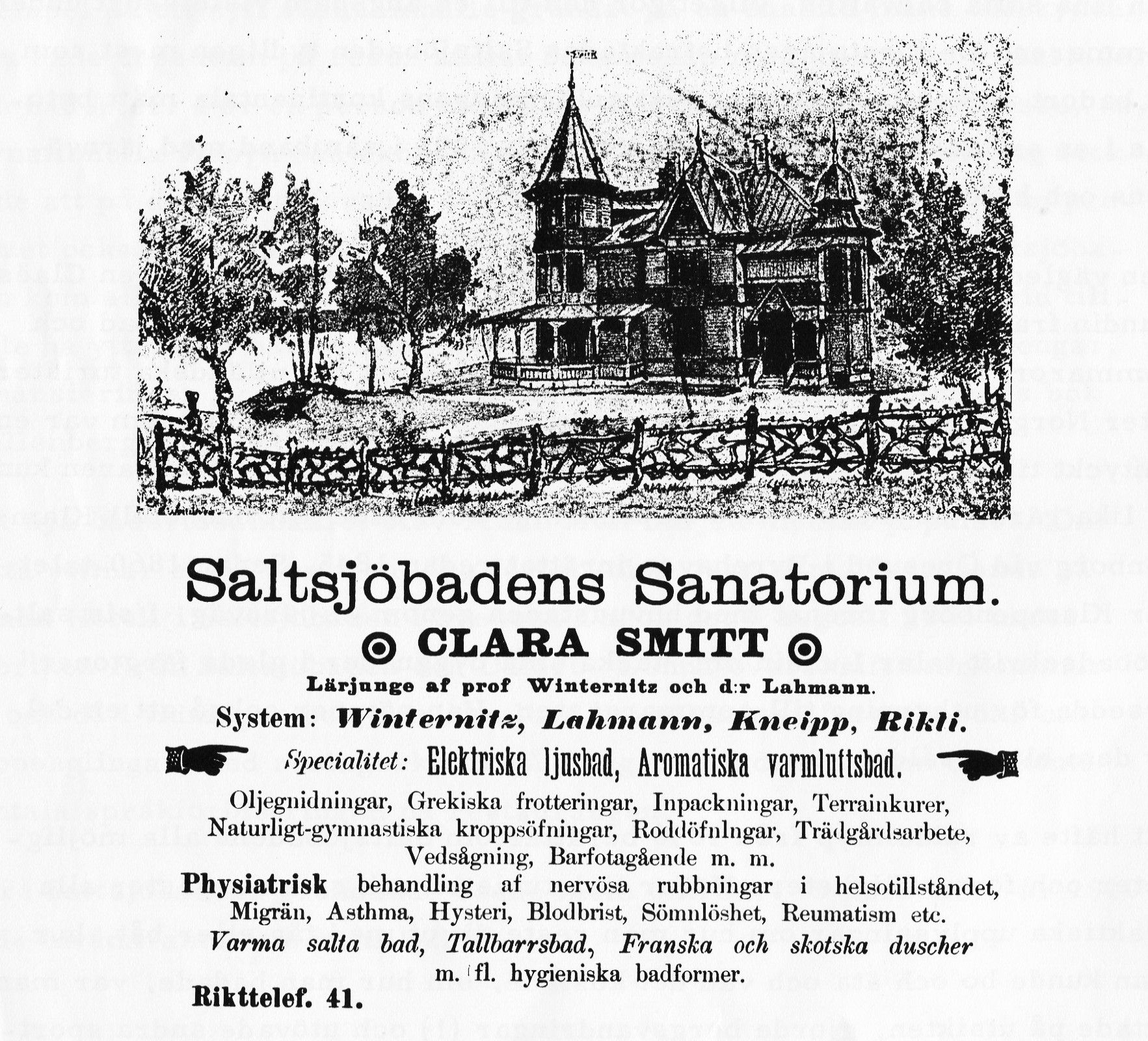
Сальтсьобаденський санаторій в Сальтсьобаден газеті 1896.

Народившись у Стокгольмі, Клара Смітт виросла як названа дитина Клари Хосефіни Густафссон, яка працювала служницею, а до 1890 року була зареєстрована як студентка. Навчалася медсестрою і закінчила у 1892 році. У 1895 році переїхала до нещодавно збудованого Сальтсьобаден в Накка, де на 1 травня вона відкрила санаторій «Сальтсьобаден» у віллі, яка також називалась Мальмська віллана. Пізніше була медсестрою, працювала під час греко-турецької війни в 1897 році, і в 1899 році була нагороджена медаллю Червоного Хреста за роботу під час війни. Отримала нагороду від грецької королеви.
Клара Смітт пройшла іспит на гідротерапію і отримала подальше навчання від австрійського доктора Вільгельма Вінтерніца. Вона також вивчала медицину за кордоном, де зацікавилася сучасними методами охорони здоров'я, включаючи водну і світлотерапію. Смітт хотіла використати свої знання в Швеції, вважаючи, що захворювання та хвороби можна вилікувати не тільки медикаментами, а й здоровим способом життя, таким як дієти, фізичні вправи та ванни в різних формах.

## Кар'єра
Смітт була однією з перших активісток з прав жінок у Швеції та писала статті на цю тему для журналу Idun.
В 1897 році опублікувала книгу Kvinnans ställning i samhället: några inlägg i nutidens sociala spörsmål (Положення жінок у суспільстві: кілька записок про сучасні соціальні питання). У 1898 році опублікувала журнал "Хеліос" для духовного та матеріального добробута, який вийшов в семи виданнях. У 1898 році одружился з Ерландом Дрісіліусом і згодом взяла подвійне прізвище.

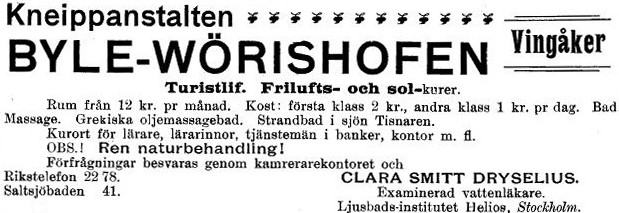
Оголошення від 1900

Економічні труднощі змусили Смітт закінчити роботу в Сальтсьобадені в 1902 році. У грудні того ж року подружжя переїхало до Вінгокер в окрузі Седерманланд, де вони почали працювати у спа-центрі з водою під назвою Byle-Wörishofen. До 1903 року Смітт відкрила інститут світлотерапії Геліос у Ріддаргат в Стокгольмі. У 1911 році вона оголосила в журналі Dagny, що вона була ванно/плавальним лікаркою в Інституті електричного освітлення. До 1918 року проводила масаж і фототерапію в кілінці в Расунді.
Клара Емілія Смітт померла 13 січня 1928 року і була похована 20 січня 1928 року.